# Championnat de Roumanie de football 1920-1921
Navigation
Saison précédente Saison suivante
La saison 1920-1921 du Championnat de Roumanie de football était la 9e édition de la première division roumaine. La compétition a eu lieu sous le nom de Cupa Jean-Luca Niculescu.
Sept club s'inscrivent à la compétition. C'est le Venus FC Bucarest, tenant du titre, qui termine en tête du championnat et remporte son 2e titre de champion de Roumanie.

## Les 7 clubs participants
- Prahova Ploiești
- Venus FC Bucarest
- Tricolor FC Bucarest
- Coltea Bucarest
- Excelsior Bucarest
- Special Bucarest
- Educația Fizică

## Compétition

### Classement
Le barème de points servant à établir le classement se décompose ainsi :
- Victoire : 2 points
- Match nul : 1 point
- Défaite : 0 point

| Rang | Équipe             | Pts | J | G | N | P | Bp | Bc | Diff |
| ---- | ------------------ | --- | - | - | - | - | -- | -- | ---- |
| 1    | Tricolor Bucarest  | 10  | 7 | 4 | 2 | 1 | 10 | 5  | +5   |
| 2    | Venus FC Bucarest  | 9   | 7 | 3 | 3 | 1 | 8  | 3  | +5   |
| 3    | Prahova Ploiești   | 9   | 7 | 4 | 1 | 2 | 11 | 7  | +4   |
| 4    | Educația Fizică    | 8   | 6 | 4 | 0 | 2 | 9  | 5  | +4   |
| 5    | Coltea Bucarest    | 6   | 6 | 2 | 2 | 2 | 11 | 11 | 0    |
| 6    | Special Bucarest   | 2   | 7 | 0 | 2 | 5 | 5  | 17 | -12  |
| 7    | Excelsior Bucarest | 0   | 4 | 0 | 0 | 4 | 4  | 10 | -6   |

|  | Champion de Roumanie 1920-1921 |

- Bien qu'il finisse 2e du classement au vu des résultats connus, c'est le Venus FC Bucarest qui a été déclaré champion.

### Matchs
| Résultats (▼dom., ►ext.)                                   | Tri | Ven | Pra | Col | Exc | Edu | Spe |
| Tricolor Bucarest                                          |     |     | 2-0 | 1-1 | 3-1 | 0-2 | 2-0 |
| Venus FC Bucarest                                          | 0-0 |     |     | 2-0 |     | 2-0 | 3-1 |
| Prahova Ploiești                                           |     | 0-0 |     | 2-0 | 2-1 |     | 1-0 |
| Coltea Bucarest                                            |     |     | 4-2 |     | 4-2 |     | 2-2 |
| Excelsior Bucarest                                         |     |     |     |     |     |     |     |
| Educația Fizică                                            | 1-2 | 1-0 |     |     | 1-0 |     | 4-1 |
| Special Bucarest                                           |     | 1-1 | 0-4 |     |     |     |     |
| - Victoire à domicile - Match nul - Victoire à l'extérieur |     |     |     |     |     |     |     |

## Bilan de la saison
| Tableau d'Honneur                   |                   |
| Compétition                         | Vainqueur         |
| Championnat de Roumanie de football | Venus FC Bucarest |